# Gilberto Fernández
Gilberto Fernández Lugo (San Benito; 10 de noviembre de 1945-Ciudad de Guatemala; 6 de abril de 2020) fue un futbolista guatemalteco que jugaba como defensa.

## Clubes
| Club           | País      | Año       |
| -------------- | --------- | --------- |
| Comunicaciones | Guatemala | 1963-1976 |
| Marathón       | Honduras  | 1976-1977 |
| Aurora         | Guatemala | 1977-1979 |

## Palmarés

### Títulos nacionales
| Título        | Equipo         | País      | Año     |
| ------------- | -------------- | --------- | ------- |
| Liga Nacional | Comunicaciones | Guatemala | 1968-69 |
| Copa Nacional | Comunicaciones | Guatemala | 1970    |
| Liga Nacional | Comunicaciones | Guatemala | 1970-71 |
| Liga Nacional | Comunicaciones | Guatemala | 1971    |
| Liga Nacional | Comunicaciones | Guatemala | 1972    |
| Copa Nacional | Comunicaciones | Guatemala | 1972    |

### Títulos internacionales
| Título                           | Equipo         | País      | Año  |
| -------------------------------- | -------------- | --------- | ---- |
| Copa Fraternidad Centroamericana | Comunicaciones | Guatemala | 1971 |